# Taifa

La península ibérica en 1030.

Las taifas (en árabe: طائفة‎ ṭā'ifa, plural طوائف ṭawā'if, palabra que significa "bando" o "facción") fueron pequeños reinos (ملوك الطوائف) en los que se dividió el califato de Córdoba a partir de la Revolución Cordobesa que depuso al califa Hisham II en 1009; aunque el califato no desapareció en ese momento. En los años siguientes, en la llamada Fitna de al-Ándalus, el califato rivalizó con los primeros reinos de taifas, hasta que fue desterrado el califa Hisham III (de la dinastía omeya), lo que puso fin al califato en 1031. Posteriormente, tras el debilitamiento de los almorávides y los almohades, surgieron los llamados segundos (1144 y 1170) y terceros reinos de taifas (siglo XIII). El origen de todas las dinastías de las taifas era extranjero, salvo el de los Banu Qasi y los Banu Harún, que era muladí.

## Primeros reinos de taifas
Desde que el califa Hisham II es obligado a abdicar en 1009 hasta el año de la abolición formal del califato en 1031 se suceden en el trono de Córdoba nueve califas, de las dinastías omeya y hamudí, en medio de un caos total que se refleja en la independencia paulatina de las taifas de Almería, Murcia, Alpuente, Arcos, Badajoz, Carmona, Denia, Granada, Huelva, Morón, Silves, Toledo, Tortosa, Valencia y Zaragoza. Cuando el último califa Hisham III es depuesto y sustituido en Córdoba por un gobierno interino, todas las coras (provincias) de al-Ándalus que aún no se habían independizado se autoproclaman independientes, regidas por clanes árabes y bereberes.
En el trasfondo se hallaban problemas muy profundos. Por una parte, las luchas por el trono califal no hacían sino reproducir las luchas internas que siempre habían asolado el emirato y el califato por causas raciales (árabes, bereberes y muladíes o eslavos, estos últimos, esclavos libertos del norte peninsular o de origen centroeuropeo). También influían la mayor o menor presencia de población mozárabe, el ansia independentista de las áreas con mayores recursos económicos y también la agobiante presión fiscal necesaria para financiar el coste de los esfuerzos bélicos.
Cada taifa se identificó al principio con una familia, clan o dinastía. Así surgen la taifa de los amiríes (descendientes de Almanzor) en Valencia; la de los tuyibíes en Zaragoza; la de los aftasíes en Badajoz; la de los birzalíes en Carmona; la de los ziríes en Granada; la de los hamudíes en Algeciras, Ceuta y Málaga; y la de los abadíes en Sevilla. Con el paso de los años, las taifas de Sevilla (que había conquistado toda la Andalucía occidental y parte de la oriental), Badajoz, Toledo y Zaragoza, constituían las potencias islámicas peninsulares.
Durante el apogeo de los reinos de taifas (siglo XI y hasta mediados del siglo XII), los reyes de las taifas compitieron entre sí no solo militarmente, sino sobre todo en prestigio. Para ello, trataron de patrocinar a los más prestigiosos poetas y artesanos.
Sin embargo, la disgregación del califato en múltiples taifas, las cuales podían subdividirse o concentrarse con el paso del tiempo, hizo evidente que solo un poder político centralizado y unificado podía resistir el avance de los reinos cristianos del norte. Careciendo de las tropas necesarias, las taifas contrataban mercenarios para luchar contra sus vecinos o para oponerse a los reinos cristianos del norte. Incluso guerreros cristianos, como el propio Cid Campeador, sirvieron a reyes musulmanes, luchando incluso contra otros reyes cristianos. Sin embargo, esto no fue suficiente y los reinos cristianos aprovecharían la división musulmana y la debilidad de cada taifa individual para someterlas. Al principio el sometimiento era únicamente económico, forzando a las taifas a pagar un tributo anual, las parias, a los monarcas cristianos. Sin embargo, la conquista de Toledo en 1085 por parte de Alfonso VI de León y Castilla hizo palpable que la amenaza cristiana podía acabar con los reinos musulmanes de la península. Ante tal amenaza, los reyes de las taifas pidieron ayuda al sultán almorávide del norte de África, Yúsuf ibn Tasufin, el cual pasó el estrecho asentándose en Algeciras y no solo derrotó al rey leonés en la batalla de Zalaca (1086), sino que conquistó progresivamente todas las taifas.

### Relación de taifas del primer período

Reinos de taifas en 1037

Los reinos de taifas en 1080

- Albarracín: 1012-1104 (almorávides)
- Algeciras: 1013-1026 (Málaga); 1035-55 (abadíes)
- Almería: 1012-91 (almorávides)
- Alpuente: 1009-1106 (almorávides)
- Arcos: 1012-69 (Sevilla)
- Badajoz: 1009-1095 (almorávides)
- Islas Baleares o Mallorca: 1076-1116 (almorávides)
- Ceuta: 1061-1084 (almorávides)
- Calatayud: 1046-1055 (Zaragoza)
- Carmona: 1013-67 (Sevilla)
- Córdoba (repúblicas): 1031-70 (Sevilla)
- Denia: 1010-76 (Zaragoza)
- Granada (Garnata): 1013-90 (almorávides)
- Huelva: 1012-52 (Sevilla)
- Jaén: 1018-19 (Granada)
- Lérida: 1031-1078 (Saraqusta); 1082-1102 (almohades)
- Lisboa: 1022-34 (Badajoz)
- Lorca: 1042-91 (almorávides)
- Málaga: 1026-57 (ziríes); 1073-90 (almorávides)
- Melilla: 1030-1079 (almorávides)
- Mértola: 1033-44 (Sevilla)
- Molina: 1030-1046 (Toledo); 1085-1128 (Aragón)
- Morón: 1014-66 (Sevilla)
- Murcia: 1012/13-78 (Sevilla); 1145-1172 (almohades); 1228-1243 (Castilla)
- Murviedro y Sagunto: 1086-92 (almorávides)
- Niebla: 1023-53 (Sevilla)
- Ronda: 1015-66 (Sevilla)
- Santa María del Algarve: 1016-52 (Sevilla)
- Segorbe 1065-1075
- Sevilla: 1023-91 (almorávides)
- Silves: 1027-63 (Sevilla)
- Talavera de la Reina: 1073-80 (Toledo)
- Toledo: 1035-85 (castellanos)
- Tortosa: 1009-61 (Zaragoza)
- Tudela: 1046-51 (Zaragoza)
- Valencia: 1011-1094 (Toledo)
- Zaragoza: 1018-1110 (almorávides)

## Segundos reinos de taifas
Cuando el dominio almorávide empezó a decaer, surgieron los llamados segundos reinos de taifas (1144-1170), que fueron posteriormente sometidos y anexionados por los almohades, que habían sucedido a los almorávides en su dominio del norte de África.

### Relación de taifas del segundo período
- Almería: 1145-47 (breve gobierno de castellanos y almohades)
- Badajoz: 1145-50 (almohades)
- Beja y Évora: 1114-50 (almohades)
- Constantina y Hornachuelos: 1143-50 (almohades)
- Guadix y Baza: 1145-51 (Murcia)
- Jaén: 1145-1159 (Murcia)
- Jerez: 1145 (almohades)
- Málaga: 1145-53 (almohades)
- Mallorca: 1147-1203 (tras la caída del Imperio almorávide, se organizó como taifa. Último reducto almorávide en caer por los almohades).
- Mértola: 1144-45 (Badajoz); 1146-51 (almohades)
- Molina: ?-1100 (Guadalajara)
- Murcia: 1145 (Valencia); 1147-72 (almohades)
- Niebla: 1145-50 (almohades)
- Purchena 1145-50 (Murcia)
- Santarém: 1144-45 (Badajoz)
- Segura:[1] 1147-"1150" (Murcia)
- Silves: 1145-55 (almohades)
- Tavira: 1146-50 (almohades)
- Tejada: 1145-50 (almohades)
- Valencia: 1145-72 (almohades)

## Terceros reinos de taifas
Tras el fin del periodo almohade, marcado por la batalla de las Navas de Tolosa (1212), hubo un corto periodo denominado terceros reinos de Taifas, que terminó en la primera mitad del siglo XIII con las conquistas cristianas en el Levante de Jaime I de Aragón (Valencia, 1236) y en Castilla de Fernando III el Santo (Córdoba, 1236 y Sevilla, 1248) y perduró en Granada con la fundación del reino nazarí, que no capituló hasta el 2 de enero de 1492, fecha que pone fin a la Reconquista.

### Relación de taifas del tercer período
- Arjona: 1232-1244 (castellanos)
- Badajoz: 1212-1230 (leoneses)[2]
- Baeza: 1224-26 (castellanos)
- Ceuta: 1233-1236 (almohades); 1249-1305 (nazaríes); 1315-1327 (benimerines)
- Córdoba: 1212-1236 (castellano-leoneses)
- Denia: 1224-1227 (se cree de almohades); 1229-44 (aragoneses)[3]
- Granada (Garnata): 1237-1492 (este período no suele considerarse como una taifa) (castellanos)
- Lorca: 1228-"1250" (Murcia)
- Málaga: 1229-1238 (nazaríes)
- Menorca: 1231-87 (Aragón)
- Murcia: 1228-66 (castellano-leoneses). Dependiente de Castilla desde 1243.
- Niebla: 1234-1262 (castellano-leoneses)
- Orihuela: 1239/40-49/50 (Murcia o castellanos)
- Sevilla: 1246-1248 (castellano-leoneses)
- Taifa de Granada, desde 1238 (conocida historiográficamente como Reino nazarí de Granada y conquistada por la Corona castellano-aragonesa en 1492).
- Valencia: 1228/29-38 (Aragón)